# Labubu
 (août 2025).
 (août 2025).
La mise en forme du texte ne suit pas les recommandations de Wikipédia : il faut le « wikifier ».
Les points d'amélioration suivants sont les cas les plus fréquents. Le détail des points à revoir est peut-être précisé sur la page de discussion.
- Les titres sont pré-formatés par le logiciel. Ils ne sont ni en capitales, ni en gras.
- Le texte ne doit pas être écrit en capitales (les noms de famille non plus), ni en gras, ni en italique, ni en « petit »…
- Le gras n'est utilisé que pour surligner le titre de l'article dans l'introduction, une seule fois.
- L'italique est rarement utilisé : mots en langue étrangère, titres d'œuvres, noms de bateaux, etc.
- Les citations ne sont pas en italique mais en corps de texte normal. Elles sont entourées par des guillemets français : « et ».
- Les listes à puces sont à éviter, des paragraphes rédigés étant largement préférés. Les tableaux sont à réserver à la présentation de données structurées (résultats, etc.).
- Les appels de note de bas de page (petits chiffres en exposant, introduits par l'outil «  Source ») sont à placer entre la fin de phrase et le point final[comme ça].
- Les liens internes (vers d'autres articles de Wikipédia) sont à choisir avec parcimonie. Créez des liens vers des articles approfondissant le sujet. Les termes génériques sans rapport avec le sujet sont à éviter, ainsi que les répétitions de liens vers un même terme.
- Les liens externes sont à placer uniquement dans une section « Liens externes », à la fin de l'article. Ces liens sont à choisir avec parcimonie suivant les règles définies. Si un lien sert de source à l'article, son insertion dans le texte est à faire par les notes de bas de page.
- La présentation des références doit suivre les conventions bibliographiques. Il est recommandé d'utiliser les modèles {{Ouvrage}}, {{Chapitre}}, {{Article}}, {{Lien web}} et/ou {{Bibliographie}}. Le mode d'édition visuel peut mettre en forme automatiquement les références.
- Insérer une infobox (cadre d'informations à droite) n'est pas obligatoire pour parachever la mise en page.

Pour une aide détaillée, merci de consulter Aide:Wikification.
Si vous pensez que ces points ont été résolus, vous pouvez retirer ce bandeau et améliorer la mise en forme d'un autre article.
 (août 2025).
Le contenu est difficilement compréhensible vu les erreurs de traduction, qui sont peut-être dues à l'utilisation d'un logiciel de traduction automatique.

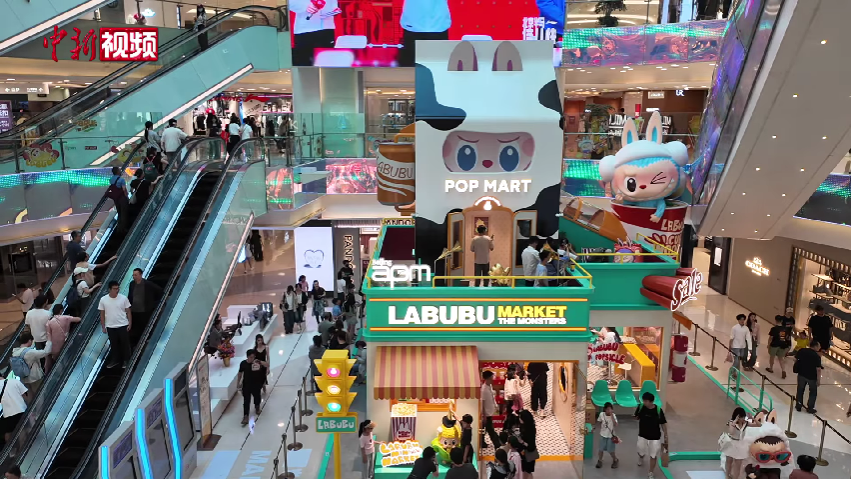
Un «pop-up store» Labubu à Pékin, en juin 2025.

Labubu (chinois : 拉布布, prononcé : « la-bou-bou ») est une marque de jouets en peluche à collectionner en forme de monstres, créée par le designer hongkongais Lung Kasing. 
Les jouets sont vendus exclusivement dans les magasins de la chaîne de distribution chinoise Pop Mart,,,. « Laboubou » est également le nom du personnage principal de la série homonyme.
Le personnage de Labubu est une fille avec un petit ami : Taikoko, un monstre végétarien ressemblant à un squelette. Labubu est décrite comme une créature elfique et, selon Pop Mart, « malgré son apparence espiègle, elle est gentille et toujours prête à aider, mais finit souvent par faire le contraire par inadvertance. ». Elle peut paraître petite et effrayante, mais ses intentions sont bonnes.

## Historique

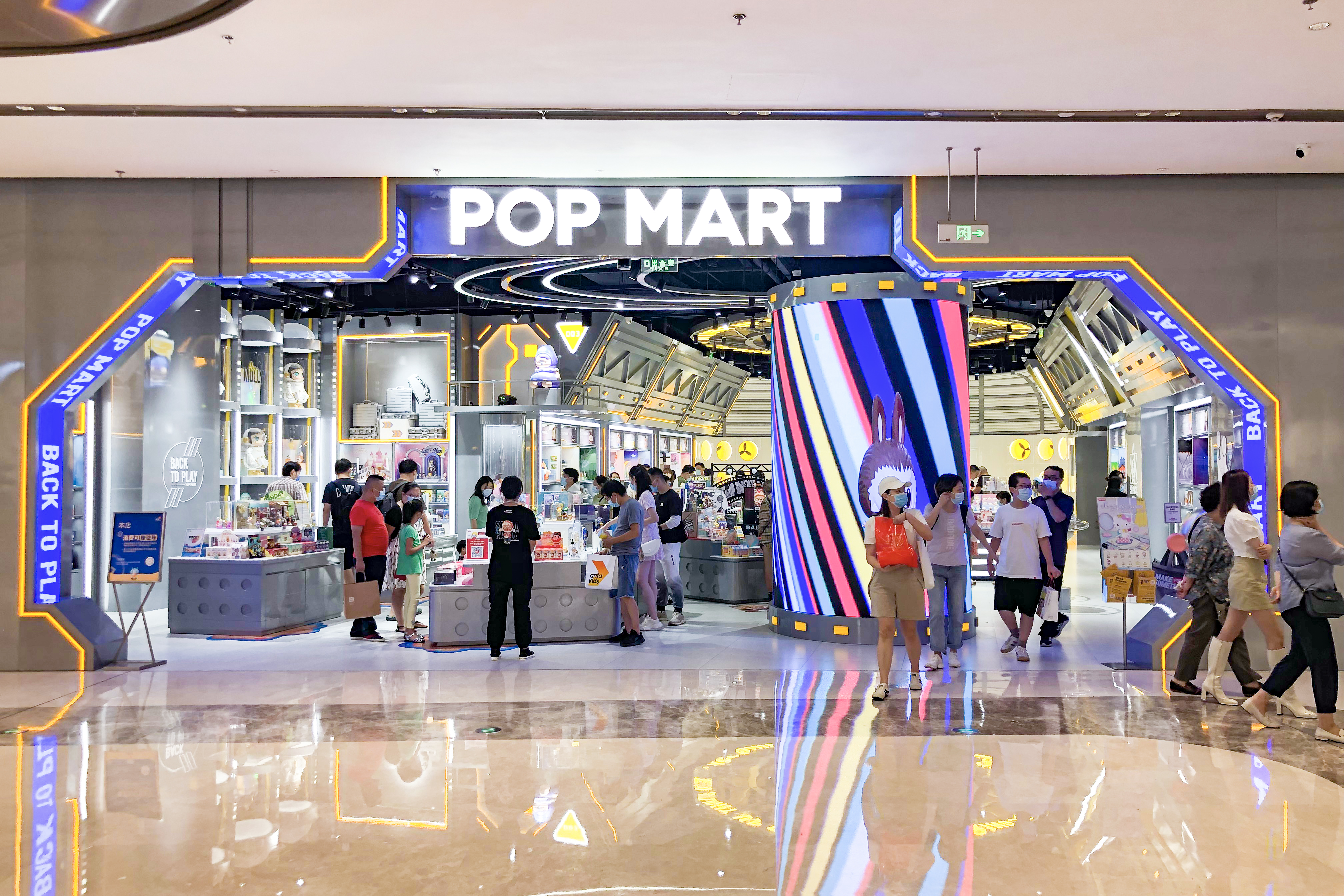
Les jouets Labubu sont vendus chez Pop Mart depuis 2019.

Labubu a été créé à l'origine par Lun Kasin (龍家昇), un artiste né à Hong Kong et ayant grandi aux Pays-Bas. Labubu faisait partie de la série de nouvelles « Monstres » de Lun, qui étaient influencées par le folklore scandinave, et la mythologie qui le fascinait lorsqu'il était enfant.
Labubu a été introduit pour la première fois en 2015  avec les figurines Monsters produites par How2Work ; le jouet est devenu plus largement connu en 2019 après une collaboration avec Pop Mart,. Ce partenariat a accru la popularité de Labubu auprès des collectionneurs.
Selon Wall Street, le fondateur de Pop Mart, qui produit les jouets Laboubu, Wang Ning, 38 ans, figure sur la liste Forbes des personnes les plus riches de Chine, avec une valeur nette estimée à près de 23 milliards de dollars[réf. nécessaire].
Plus de 300 figurines Labubu différentes ont été commercialisées, de tailles et de prix variés, allant de 15 $ pour une figurine en vinyle de 7,6 cm à 960 $ pour une version « méga » de 79 cm. En juin 2025, la première vente aux enchères officielle de Labubu, organisée à Pékin, a permis de vendre une figurine Labubu vert menthe de 1,20 m pour 170 000 $.

## Conception
Les Labubus sont décrits comme des créatures enjouées mais légèrement féroces, avec des corps ronds et velus, des yeux grands ouverts, des oreilles pointues et neuf dents acérées qui forment un sourire malicieux,.
Les figurines Labubu sont souvent vendues sous forme Gashapon, rassemblées dans des séries contenant un jouet sélectionné au hasard. En plus des versions annoncées, la série contient souvent une figurine « secrète » rare.
Pop Mart a également collaboré avec diverses marques, en lançant une série hivernale de onze figurines Labubu sur le thème de Coca-Cola fin 2024  et une série de 13 figurines mettant en vedette des personnages du manga et de l'anime One Piece début 2025.
D'autres figurines ont été commercialisées en exclusivité dans divers musées, comme une série qui n'a été vendue qu'à la boutique Pop Mart du Louvre à Paris.
En Russie, la similitude entre Labubu et Tchebourachka est sujet à discussions.

## Popularité
Le jouet attire l'attention internationale en avril 2024 après que Lisa, membre du groupe de filles K-pop sud-coréen Blackpink, a été aperçue portant un porte-clés Labubu sur son sac,. Cela déclenche une tendance qui contribue alors rapidement à sa popularité croissante en Thaïlande, à Singapour et dans d'autres pays d'Asie du Sud-Est et de l'Asie orientale.
En raison de la popularité virale du Labubu en Thaïlande, de nombreux Thaïlandais ont commencé à croire que le Labubu pouvait apporter richesse et bonne fortune, et ont commencé à fabriquer des amulettes bouddhistes et d'autres objets religieux mettant en vedette les jouets.
La raison de la popularité massive de ces jouets en Asie de l'Est est qu'ils sont fabriqués dans un style très populaire, depuis la seconde moitié du 20e siècle, en particulier après l'essor économique des pays d'Asie de l'Est. Cette esthétique est similaire au style figuratif kawaii japonais, dans la droite ligne de la culture de consommation de masse des peuples d'Asie de l'Est et d'Asie du Sud-Est, rappelant aussi ses substituts, formes, types, analogues et variétés dans les langues locales et les marchés régionaux locaux.
La demande pour Labubu a provoqué la fermeture du site web. En raison de la popularité de la marque, des contrefaçons sont apparues sur le marché, appelées « Lafufu ». Des accessoires contrefaits peuvent également être achetés en ligne. Certains collectionneurs se seraient également intéressés à ces contrefaçons en raison de leurs designs inhabituels.
Le Labubu est également utilisé à des fins de propagande politique. Par exemple, des membres du Parti d'action populaire de Singapour ont dévoilé une poupée Labubu aux couleurs du parti lors d'une distribution de nourriture aux retraités, puis l'ont utilisée pour faire la publicité du parti sur Facebook et TikTok.
En octobre 2024, lors de la fête des neuf Empereurs (de), le temple Ling Lian Bao Dian de Singapour a lancé une série de quatre figurines Labubu de collection vêtues de vêtements traditionnels pour attirer les jeunes vers la religion taoïste. Cette initiative a suscité l'attention et la controverse sur les réseaux sociaux. Certains ont salué l'idée, la jugeant mignonne et culturellement innovante. D'autres se sont demandés si elle était irrespectueuse envers les divinités. Le temple a expliqué que les jouets étaient uniquement destinés à la « vénération » et non à des offrandes, et qu'il n'y avait donc rien d'irrespectueux. Les vidéos de l'événement ont été largement visionnées sur les réseaux sociaux, attirant de nombreux jeunes au temple pour voir les figurines en personne.

## Critique
En 2025, les jouets en peluche Labubu se sont retrouvés au centre d'un scandale en Russie. La vice-présidente du Comité des sciences, de l'éducation et de la culture du Conseil de la Fédération, Ekaterina Altabaeva, a déclaré que les figurines, ressemblant à des monstres avec des sourires édentés, évoquaient un sentiment de peur chez les enfants. Elle a appelé le Service fédéral de protection des droits humains à envisager de les interdire. La première vice-présidente du Comité de la Douma d'État pour la protection de la famille, Tatyana Butskaya, a déclaré que les Labubu étaient vendus en Russie en violation de la loi. Selon elle, il n'y avait pas un seul mot en russe sur les jouets et même le signe de marquage n'était pas russe,.
Dans le même temps, le fabricant ne positionne pas officiellement le jouet comme un jouet pour enfants : sa limite d'âge est de 15 ans. Selon les documents, il s'agit d'un porte-clés de poupée de collection pour adultes, destiné à être porté sur le sac d'une femme.

## Popularité et enjeux publics

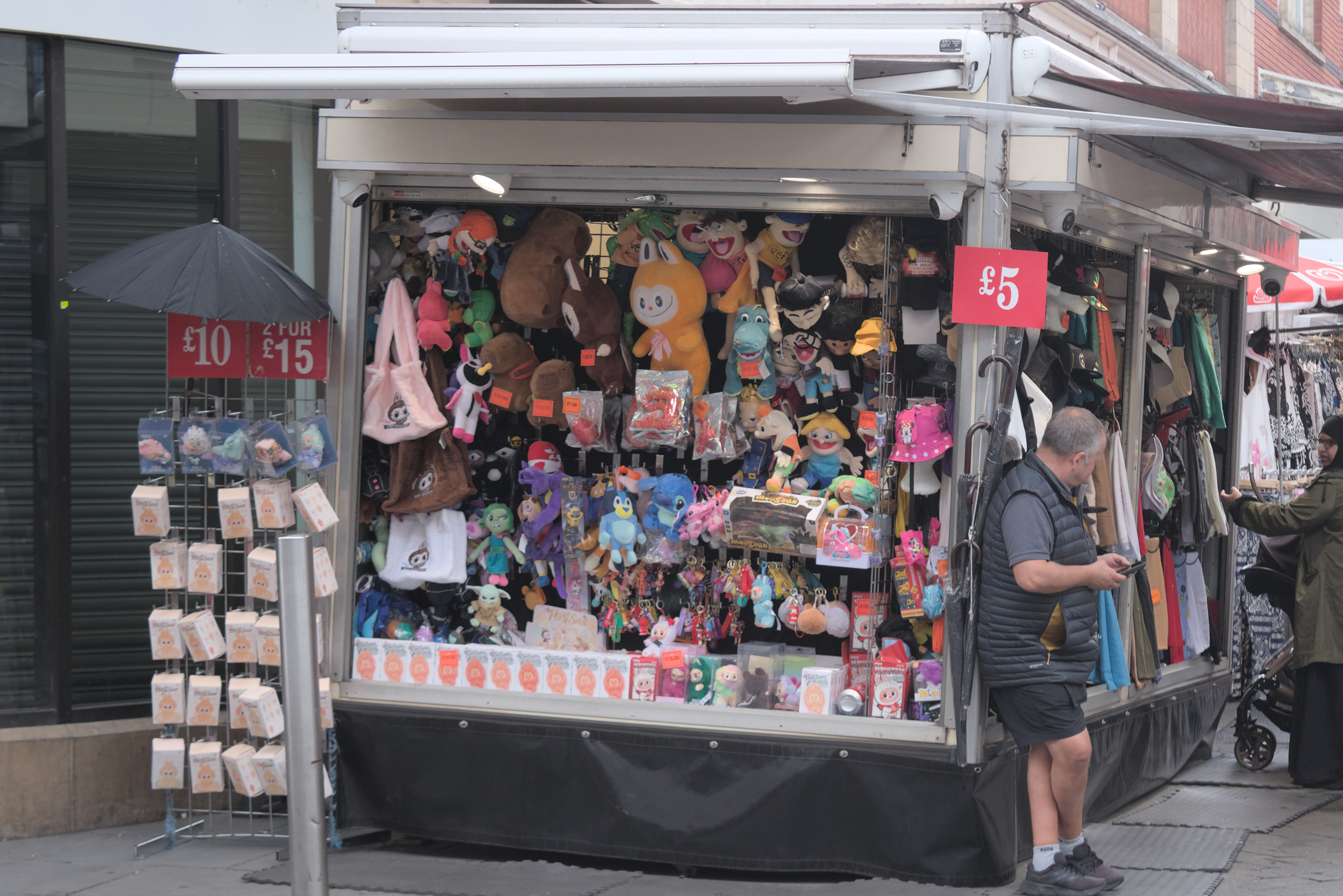
Un stand à Nottingham vendant des jouets Labubu parmi d'autres marques

Le jouet a attiré l'attention en avril 2024 après que Lisa, membre du groupe K-pop Blackpink, a été aperçue avec un porte-clés Labubu sur son sac,. Cela a déclenché une tendance qui a rapidement contribué à sa popularité croissante en Thaïlande et dans d’autres régions d’ Asie du Sud-Est et de l’Est,. Les jouets Labubu ont également reçu le soutien de célébrités telles que Rihanna et Cher, et ont été utilisés dans des efforts promotionnels pour des films sans rapport, avec des acteurs comme Javier Bardem interagissant avec les jouets dans le cadre de campagnes marketing.
En 2025, Liza Corsillo, du magazine New York, écrivait que « l'attrait du jouet est alimenté par une mignonnerie difficile à expliquer – ils sont un peu laids, mais câlins, avec un sourire diabolique – ainsi que par la surprise et la rareté. ». Corsillo écrivait également que, comme Jellycat, Labubus brouille « la frontière entre les jouets et la mode ».
La demande de Labubu a été suffisamment élevée pour faire planter le site Web. En raison de la popularité de la marque, des versions contrefaites, parfois appelées familièrement « Lafufus », sont apparues sur le marché. Certains collectionneurs se seraient également intéressés à ces contrefaçons, en raison de leurs designs non conventionnels.
Un rapport intermédiaire de Pop Mart, publié le 20 Août 2024, a déclaré que la marque a généré des ventes de 6,3 milliards de yuans chinois (environ 870 millions de dollars américains) au cours du premier semestre de l'année.
En mai 2025, Pop Mart a annoncé avoir suspendu la vente de Labubus dans ses 16 magasins au Royaume-Uni jusqu'en juin pour « éviter tout problème de sécurité potentiel » suite à de multiples rapports de clients se battant pour eux.
Le Conseil de la Fédération de Russie a proposé d’interdire la vente de Labubus. La raison était leur « apparence effrayante » et le danger potentiel pour la santé mentale des enfants. Elle a appelé Rospotrebnadzor et Rosobrnadzor à envisager de les interdire.  Tatyana Butskaya, première vice-présidente du Comité de la Douma d'État pour la protection de la famille, a rapporté que les Labubus étaient vendus en Russie en violation de la réglementation : selon elle, il n'y avait pas un seul mot en russe sur les jouets, et le marquage n'indiquait pas qu'ils étaient fabriqués en Russie,.
En juillet 2025, les autorités de la région du Kurdistan irakien ont annoncé qu'elles avaient interdit la vente de la poupée en raison d'allégations selon lesquelles elle entraînerait des problèmes de comportement chez les enfants. 
À la même date, le New York Times a noté la présence culturelle généralisée des jouets Labubu, les décrivant comme « d'adorables monstres à fourrure avec des dents acérées » et comparant leur attrait chaotique et mignon à des personnages de films populaires comme Stitch ( Lilo & Stitch ) et Krokmou ( Comment dresser votre dragon ). L'article attribue à Labubu le mérite d'avoir influencé la montée en puissance des personnages mignons dans les films des grands studios.